# Zopherus jourdani
Zopherus jourdani is een keversoort uit de familie somberkevers (Zopheridae). De wetenschappelijke naam van de soort werd in 1849 gepubliceerd door Sallé.